# Szymon Datner
Szymon Datner, né le 2 février 1902 à Cracovie et mort le 8 décembre 1989 à Varsovie, est un historien polonais d'origine juive, plus connu pour ses études des crimes de guerre nazis commis en Pologne contre la population juive de Białystok (district de Bialystok) après l'attaque allemande contre l'Union soviétique en juin 1941.